# محمد الدايري
محمد الدايري سياسي وديبلوماسي ليبي (ولد في طرابلس في 7 مارس 1952). تولى منصب وزير الخارجية في 28 سبتمبر 2014.
حصل على ليسانس الحقوق من جامعة غرونوبل ثم على ماجستير في القانون من نفس الجامعة، ودرّس فيها لثلاث سنوات.
عمل في عدة مهام دبلوماسية منها تعيينه ملحقاً دبلوماسياً في بعثة جامعة الدول العربية المعتمدة لدى الأمم المتحدة بجنيف.